# Love from a Stranger (film, 1937)
Love from a Stranger är en brittisk thriller från 1937 i regi av Rowland V. Lee, med Ann Harding, Basil Rathbone och Binnie Hale i huvudrollerna. Den är baserad på pjäsen med samma namn från 1936 av Frank Vosper. Pjäsen är i sin tur baserad på novellen Philomel Cottage från 1924, skriven av Agatha Christie. Filmen gjordes om 1947 med samma titel.
Filmen producerades av det oberoende företaget Trafalgar Films i Denham Studios nära London. Den är också känd under den alternativa titeln A Night of Terror i USA. Filmmusiken skrevs av Benjamin Britten. Det var hans enda långfilmsmusik.

## Handling
Carol vinner på lotto och blir mycket rik. Hon grälar med sin fästman Ronald och bryter sin förlovning innan hon åker på semester i Europa. Hon blir överrumplad av den charmige Gerald och finner sig snabbt gift med honom och bor i ett avlägset hus, köpt för hennes pengar och utan telefon.
Gradvis avslöjas Gerald som en farlig lycksökare. Han ber Carol att skriva under ett dokument där hon överlämnar hela sin förmögenhet till honom, och hon börjar misstänka att han har för avsikt att mörda henne. Hon måste ligga steget före hans planer och vända på steken.

## Rollista
- Ann Harding – Carol Howard
- Basil Rathbone – Gerald Lovell
- Binnie Hale – Kate Meadows
- Bruce Seton – Ronald Bruce
- Jean Cadell – Aunt Lou
- Bryan Powley – Doctor Gribble
- Joan Hickson – Emmy
- Donald Calthrop – Hobson
- Eugene Leahy – Mr. Tuttle

## Stil
Love from a Stranger växlar mellan komedi och romantik i den första halvan av filmen. Mark Aldridge kommenterade filmen i sin bok om Agatha Christie-filmatiseringar, och beskriver den som en "spänd final" som "säkerställer att publiken inte tröttnar på de enkla thrilleraspekterna för tidigt."

## Premiär
Love from a Stranger hade premiär i Storbritannien i januari 1937. Filmen släpptes som A Night of Terror i USA.
En stor del av marknadsföringen av filmen handlade om Ann Hardings kostymer och kläder av, den amerikanska skådespelerskan som gjorde sin brittiska premiär med filmen. Daily Express refererade till filmen som "en mycket Ritzy thriller. Den skulle kunna heta "Frankensteins brud - Modeller av värde" [...] eller "Hangman Fashions of 1937!" Det var en av de första mycket omskrivna Agatha Christie-filmatiseringarna, men författaren var inte en del av marknadsföringen.

## Mottagande
Filmen recenserades av C. A. Lejeune i The Observer den 10 januari 1937 där hon skrev att den "var lite långsam i starten, men när de extra karaktärerna i de tidiga scenerna tas bort och filmen visar de två huvudrollsinnehavarna ensamma i sin bondgård, blir den hårresande av första ordningen." Hon drog slutsatsen att "Ann Harding och Basil Rathbone... överspelar lite i slutstriden, men jag är inte alls säker på att det inte är det som önskas för bilden. Hela behandlingen av klimaxen är ansträngd, överansträngd och hysterisk, på gränsen mellan skratt och galenskap. Det finns en scen när hustrun slänger upp den sista dörren för att fly och finner sin man stående dödsstilla på tröskeln, som inte har överträffats i skräck sedan Cagneys kropp föll genom dörröppningen i Public Enemy - samhällets fiende nr 1. En kvinna framför mig gav ifrån sig ett skrik som en ångbåtssiren vid den här tidpunkten i den första föreställningen. Det skriket var den naturliga kritiska rösten som vittnade om filmens framgång." När filmen släpptes var den enligt Aldrige den bäst mottagna Christie-adaptionen hittills, men vissa kritiker uppskattade inte övergången från komedi. Daily Express tyckte att förändringen var "abrupt" och tyckte att slutet var en "oförlöst duett i det makabra" och att "vid en tidpunkt [...] det högsta skrik jag hört på bio. Det är en hyllning." The Times svarade positivt och sa att "spänningen upprätthålls skickligt hela tiden" medan Henry Gibbs, som skrev för Action Magazine, konstaterade "Bra prestationer, bra historia - vad mer vill du ha?"
The Scotsman från den 22 juni 1937 inledde sin recension med att säga: "Spänningen är skickligt skapad och upprätthållen i denna filmversion av den framlidne Frank Vospers pjäs." Recensenten fortsatte: "Misstanken att hon har gift sig med en mördare är listigt uppbyggd. Hans mordiska mani, märkligt uppblandad med girighet och sadism, görs trovärdig och kusligt övertygande. Och slutsekvensen där hustrun, som anar hans mordiska avsikter, frenetiskt, nästan förtvivlat söker efter någon flykt, uppnår dramatisk spänning av en intensitet som man bara ibland stöter på på filmduken. En stor del av effekten beror på skådespeleriet. Ann Harding ger en stark, men ändå återhållen känsla till sin roll, även när den darrar på gränsen till melodramatisk galenskap, och Basil Rathbone kombinerar på ett skrämmande sätt känslighet och galenskap i en polerad och övertygande prestation."
Variety recenserade filmen två gånger, den första förklarade att den var "Underbart fotograferad och fantastiskt klippt [...] intar en plats i den långa listan av ohyggliga filmer som producerats under de senaste åren." medan en andra recension ansåg att den innehöll "en del dramatisk dynamit. Men resten är osammanhängande."
Aldridge kommenterade filmen och sa att "den mest slående aspekten av handlingen är dess överraskande brist på mystik." samtidigt som han fann den sista halvan av filmen som "nödvändigtvis och effektivt klaustrofobisk [...] Filmen känns inte begränsad av sitt [pjäs]-ursprung."